# Ракшин (Светлогорский район)
Ракшин (бел. Ракшын) — деревня в Чирковичском сельсовете Светлогорского района Гомельской области Беларуси.

## География

### Расположение
В 14 км на северо-запад от Светлогорска, 15 км от железнодорожной станции Светлогорск-на-Березине (на линии Жлобин — Калинковичи), 124 км от Гомеля.

### Гидрография
На западе мелиоративные каналы, соединённые с рекой Чирка (приток река Жердянка).

## Транспортная сеть
На автодороге Светлогорск — Паричи. Планировка состоит из прямолинейной улицы, ориентированной с юго-востока на северо-запад. Застройка двусторонняя, деревянная, усадебного типа.

## История
Согласно письменным источникам известна с XIX века селение в Паричской волости Бобруйского уезда Минской губернии. В 1879 году обозначена в числе селений Чирковичского церковного прихода. В 1888 году построена деревянная церковь. Согласно переписи 1897 года действовали церковь, хлебозапасный магазин, часовня, трактир. В 1910 году открыта школа, которая размещалась в наёмном крестьянском доме, а в начале 1920-х годов для неё было выделено национализированное здание.
С 20 августа 1924 года до 16 июля 1954 года центр Ракшынского сельсовета Паричского района Бобруйского (до 26 июля 1930 года) округа, с 20 февраля 1938 года Полесской, с 8 января 1954 года Гомельской областей. В 1930 году организован колхоз. Во время Великой Отечественной войны в мае 1944 года оккупанты полностью сожгли деревню и убили 32 жителя. Согласно переписи 1959 года располагался фельдшерско-акушерский пункт.

## Население

### Численность
- 2004 год — 39 хозяйств, 62 жителя

### Динамика
- 1897 год — 34 двора, 223 жителя (согласно переписи)
- 1908 год — 45 дворов 346 жителей
- 1916 год — 49 дворов
- 1925 год — 57 дворов
- 1940 год — 65 дворов, 390 жителей
- 1959 год — 260 жителей (согласно переписи)
- 2004 год — 39 хозяйств, 62 жителя